# Picacho D.I.C.
Der Picacho D.I.C. ist ein 65 m hoher und spitzer Berg auf Greenwich Island im Archipel der Südlichen Shetlandinseln. Er ragt zwischen dem Labbé Point und dem Ferrer Point auf.
Wissenschaftler der 1. Chilenischen Antarktisexpedition (1946–1947) benannten ihn nach dem Akronym für die Dirección de Información y Cultura, die eine Reihe Expeditionsteilnehmer bereitgestellt hatte.